# Pygmaeothrips angusticeps
Pygmaeothrips angusticeps är en insektsart som först beskrevs av Ian A. Hood 1908.  Pygmaeothrips angusticeps ingår i släktet Pygmaeothrips och familjen rörtripsar. Inga underarter finns listade i Catalogue of Life.